# Juan Gordon
Juan Gordon (Gijón, Asturias, 1963) es un productor de cine español. 
Fundador de la productora Morena Films, es principalmente conocido por producir películas de la talla de Celda 211 (2009), También la lluvia (2010), Cien años de perdón (2016). 

## Biografía
Tras licenciarse en Derecho por la Universidad Complutense de Madrid y en Ciencias Económicas por la UNED, Juan se marchó a EE. UU. para cursar el prestigioso máster de producción Peter Stark Producing Programme, de la University of Southern California.
En 1996 regresó a España para incorporarse como director general de la productora y distribuidora ESICMA, donde produjo su primer largometraje Lluvia en los zapatos, dirigido por María Ripoll.
Ya en Morena Films, Juan ha sido responsable del desarrollo y la producción de las siguientes películas: Yuli (Iciar Bollain, 2018), Inmersión (Wim Wenders, 2018); Que baje Dios y lo vea (Curro Velázquez, 2017); Cien años de perdón (Daniel Calparsoro, 2016); El Olivo (Iciar Bollain, 2016); Las ovejas no pierden el tren (Álvaro Fernández Armero, 2015); La Cueva (Alfredo Montero, 2013); Invasor (Daniel Calparsoro, 2012); Elefante blanco (Pablo Trapero, 2012); Carne de neón, (Paco Cabezas, 2011);  Celda 211 (Daniel Monzón, 2010), ganadora de 8 Premios Goya en 2009; También la lluvia (Iciar Bollain, 2009), elegida por la Academia de Cine para representar a España en los Premios Oscar en 2010; Aparecidos (Paco Cabezas, 2007); El juego de la verdad (Álvaro Fernández Armero, 2004); Cargo (Clive Gordon, 2006); El lápiz del carpintero (Antón Reixa, 2003); Peor imposible (David Blanco y José Semprún, 2002); Punto de mira (Karl Francis, 2000).
Actualmente se encuentra inmerso en la producción de Intemperie, basada en la novela de Jesús Carrasco que será dirigida por Benito Zambrano.

## Filmografía

### Películas
- Intemperie (2019), de Benito Zambrano.
- La innocència (2019), de Lucía Alemany.
- Ventajas de viajar en tren (2018), de Aritz Moreno.
- Yuli (2018), de Iciar Bollain.
- Que baje Dios y lo vea (2017), de Curro Velázquez.
- Inmersión (2017), de Wim Wenders.
- El olivo (2016), de Iciar Bollain.
- Cien años de perdón (2016), de Daniel Calparsoro.
- Las ovejas no pierden el tren (2014), de Álvaro Fernández Armero.
- La cueva (2014), de Alfredo Montero.
- Invasor (2012), de Daniel Calparsoro.
- Elefante blanco (2012), de Pablo Trapero.
- Carne de neón (2010), de Paco Cabezas.
- También la lluvia (2010), de Iciar Bollain.
- Celda 211 (2009), de Daniel Monzón.
- El tesoro (2008), de Manuel Martín Cuenca.
- Aparecidos (2007), de Paco Cabezas.
- Cargo (2006), de Clive Gordon.
- Carne de neón (2005), de Paco Cabezas.
- El juego de la verdad (2004), de Álvaro Fernández Armero.
- Doble juego (2004), de Chicho Durant.
- El lápiz del carpintero (2003), de Antón Reixa.
- Peor imposible, ¿qué puede fallar? (2002), de David Blanco y José Semprún.
- Canícula (2002), de Álvaro García-Capelo.
- Gente pez (2001), de Jorge Iglesias.
- Punto de mira (2000), de Karl Francis.
- Inferno (1999), de Joaquim Leitão.
- Pásate a la pasta (1999), de Antonello De Leo.
- Lluvia en los zapatos (1998), de María Ripoll.
- Ellas (1997), de Luís Galvão Teles.
- El agujero (1997), de Beto Gómez.

### Series de TV
- Diablero (2018).
- America Undercover (2004).
- Reina de espadas (2001).